# ويلوبي نيوتن
ويلوبي نيوتن (بالإنجليزية: Willoughby Newton)‏ هو محامي وسياسي أمريكي، ولد في 2 ديسمبر 1802 في الولايات المتحدة، وتوفي في 23 مايو 1874 في مقاطعة ويستمورلاند في الولايات المتحدة. حزبياً، نشط في حزب اليمين. وقد انتخب عضو مجلس نواب الولايات المتحدة عن ولاية فرجينيا وانتخب عضو مجلس النواب الأمريكي.